# 堀さんと宮村くん
『堀さんと宮村くん』（ほりさんとみやむらくん）は、HEROによる日本のウェブコミック。略称は「堀宮」（ほりみや）。2007年2月からウェブサイト「読解アヘン」で公開されており、現在は本編終了後の「おまけ」という形で不定期連載中。
当項では、派生作品ほか本作を原作とした『ホリミヤ』についても記載する。

## 概要
「色々な友情・恋愛の形が許せる方推奨」とされ、同性に思いを寄せるキャラクターなども登場するが、基本的には高校生の日常を描いたものである。2008年からはフルカラー化および描き下ろしを収録したうえで単行本がスクウェア・エニックスより出版されており、現在は「おまけ」の自選集である『堀さんと宮村くん おまけ』（ほりさんとみやむらくん おまけ）が刊行中である。また同出版社刊の『月刊Gファンタジー』では、構成を新たに萩原ダイスケが作画を担当する『ホリミヤ』が2011年11月号から2021年4月号まで連載された。同誌2023年8月号から同年10月号まで、3号連続で単行本第17巻に収録されたエピソードを掲載する短期連載が行われた。2021年3月時点でシリーズ累計発行部数は700万部を突破している。
これらのほか、作者自身によって『堀さんと宮村くん』のパロディ『宮増君と道玄坂さん』が不定期に連載されている。また2008年度内まで『堀さんと宮村くん』の性転換パロディ『堀くんと宮村さん』が掲載されていた。その後、そのページと漫画は削除されたが、2009年のエイプリルフール企画で再び主要人物たちの性転換絵が描き下ろされ、そちらは現在も閲覧できる。
さらにメディアミックスとして、原作者が所属している「ウズ」が自主制作したOVAが2012年から発売されたほか、『ホリミヤ』を元とするテレビアニメおよび実写作品が2021年に展開された。

## あらすじ
片桐高校に通う堀京子は、派手な外見とは裏腹に成績優秀で、家事をこなし弟の面倒も見る家庭的な高校生。ある日、ケガをした弟・創太を見知らぬピアス男が送り届けに来た。その正体は同じクラスにいる陰気なはずの男子、宮村伊澄。彼の学校との別人ぶりに驚く反面、家での顔を見られた堀は動揺するが、人見知りする創太が懐いたことがきっかけで、宮村は頻繁に堀家を訪ねるようになる。

## 登場人物
キャッチコピー、誕生日、身長、在籍クラスは、サイト内「人物紹介」のデータなどから引用。
声の項について概要節の原作・ホリミヤの記載に倣い、声優は原作OVA版 / ホリミヤテレビアニメ版の順に記載。1人のみ記載の場合はテレビアニメ版でのキャスト。演の項はホリミヤ実写版における俳優・女優。

### 片桐高校
堀 京子（）
声 - 瀬戸麻沙美 / 戸松遥
演 - 久保田紗友、諏訪結衣（幼少期）
本作の主人公。“家庭的ドS”。3月25日生 163センチメートル 3年1組在籍。両親が共働きの家で家事をこなし、遊ぶ時間が少ないことを嘆く普通の女子高生。学校では成績優秀で快活な人気者。宮村については名字とおおまかな外見しか知らなかったが、彼の飾らない人柄に次第に好意を抱いていく。機械音痴で流行に疎く、創太の影響でアニメソングを歌いこなす一方、ホラー映画やスプラッター映画が好きで、宮村や家族らが付き合わされることもしばしば。シチューは匂いから嫌いだが、宮村のために作ることもある。谷間ができないほど胸が小さいことを非常に気にしている。
基本的に強気でやや横暴なところもある一方で不器用な一面も。
力が強く、爪切りや耳掃除、肩叩きなどは「打撃系」「粉砕系」と分類され、家族や友人に恐れられるほど。その力を積極的に振るうことも多いが、宮村のふとした出来心から、滅多にない彼からの暴力的な振る舞いを期待するようになる。仙石とは幼稚園からの幼馴染で、家族ぐるみの付き合いがある。卒業後は髪を切りギャルを止め、結婚後もそのままショートカットで過ごしている。
絵や工作はお世辞にも上手いとは言えず、出来上がるのは不気味か微妙なものばかり。手作りのストラップを見ただけの谷原を失神させる威力を持つ。
たまに石川の夢に猫として登場することがある。髪は茶色。人気投票8位。
宮村 伊澄（）
声 - 松岡禎丞 / 内山昂輝
演 - 鈴鹿央士、吉田隼（幼少期）
“天然無神経”。4月17日生 169センチメートル 3年1組在籍。目立ちたくないという理由で、学校では地味に振る舞う眼鏡男子。堀との出会いをきっかけに変わり始める。創太が懐いたことで堀家に出入りするようになり、ある時期からは合鍵も持たされている。学校外では耳や口に合計9つのピアスを付けて出歩いているため、同級生にも気づかれない。周囲には理解しがたい衝動から体に大きな刺青を入れており、その発覚を避けるために学校では夏でも長袖姿。
堀の夏カゼを見舞った際、唐突に告白して堀を戸惑わせる。付き合い始めてからは見た目にも大きな変化を見せ、周囲を驚かせた。髪を切ったのを境に、入学以来かけていた伊達眼鏡をやめている。堀曰く「そこそこかっこいい」。
基本的に温厚で少し鈍感、時には無遠慮な発言を平気でする。中学時代から付き合いのある進藤に対しては苛烈な面を露わにし、強烈な毒舌を振るう。しかし、本心では大切な友人と思っているようである。また堀に好意を抱く沢田に対しても同様。両親が営むケーキ屋の手伝いとして店頭に立つことがあり、「初期村」の時期に雑誌の洋菓子店紹介で素顔が載ってしまったことも。成績はさほど良くないが、保健体育だけは常に満点で不動の学年1位。トマトの皮と納豆とキャラメル味のものが嫌い。北海道に親戚がいる。髪は黒色。石川の夢に猫「ミャムラ」として最初に登場し、夢の中で石川を振り回す。
作者は、伊達眼鏡をして髪が長かった頃の宮村を「初期村」、髪を切ってからの宮村を「今村」と区別している。中学生時代の宮村を「中村」と称することもある。人気投票2位。
石川 透（）
声 - 細谷佳正 / 山下誠一郎
演 - 鈴木仁
“罪無き不幸者”。10月1日生 174センチメートル 3年1組在籍。堀や宮村のクラスメート。堀に惹かれており、それなりに仲も良い。堀と親しくなる宮村の存在を気にしながら、堀に告白するも振られてしまう。宮村にとってはクラスで最初の男友達であり、彼の刺青を知る数少ない人物。ふとしたことで河野との交流が始まるが、柳の登場をきっかけに吉川と「付き合っていることになる」。以降、吉川に特別な感情を寄せ始める一方、堀や河野に対しての気持ちも整理できておらず、幼馴染の井浦には「乗りかえ男」と揶揄される。
協調性が高く、友人を相手に保父のような立場に立つこともあり、親戚の子供たちにも慕われている様子。外周を塀で囲まれた裕福な家の一人っ子だが、感覚はごく庶民的。家政婦の矢代には頭が上がらない。高所が苦手で、マンションの8階に住む宮村を訪ねるのも一苦労。
宮村を始め、仙石や堀らが「猫」として登場するという謎の夢を見ることが多く、それが原因で友人に妙な言葉掛けをしては混乱させる。髪の色から「紫」と呼ばれることもある。人気投票6位。
吉川 由紀（）
声 - 植田佳奈 / 小坂井祐莉絵
演 - 岡本莉音
“はっきりしない女”。7月22日生 161センチメートル 3年1組在籍。堀や宮村のクラスメート。堀や石川と仲が良く、宮村ともすぐに打ち解ける。堀と宮村の関係が周知でなかった頃に、堀家に出入りしていた宮村と出くわし、宮村の機転で「堀のいとこ」と勘違いしたまま憧れていた時期がある。柳から告白された際には石川が恋人であるということにして断っており、現在も「付き合っていることになっている」が、石川に対しては複雑な感情を抱いている。煮え切らない態度から、井浦には「あいまい女」と呼ばれた。唯一メガドライブを持っている石川の家で遊ばせてもらうことがよくある。
お菓子作りを宮村に教わるも、作ったプリンやケーキなどの出来は悪く、友人には敬遠されている。美紀という美大生の姉がいる。「高級食材」を受けつけない庶民派であり、寿司で例えると美紀曰く、柳が「ウニ」で由紀は「アサリ」らしい。石川の夢にネズミの「ゆきっちゅ」として登場し、あらゆるものをかじっては石川にたしなめられる。髪はクリーム色（金色）。人気投票7位。
仙石 翔（）
声 - 島﨑信長 / 岡本信彦、小市眞琴（幼少期）
演 - 小野寺晃良
“ベストオブチキン”。5月9日生 170センチメートル 3年3組在籍。片桐高校の生徒会長。強がっているが小心者で、幼い頃から堀には歯が立たない。ほとんどの科目で学年トップを取る成績優秀者だが、保健体育ばかりは宮村に及ばず、全教科1位の栄冠を逃し続けている。登場時は会長という立場もあってか、堀に対して強気の姿勢を見せていたが、宮村らと交流を深めるにつれてメッキが剥がれていくことに。
痩せた体型を気にしており、同じく痩せ型の宮村とは妙な結束がある。重ね着をして体型をごまかしているため、夏でもシャツ一枚になれない。水泳の授業では水着になることを拒むあまり、宮村とともに安田に直談判して見学するほど（本人曰く「水着になるくらいなら公開ギロチンのがまだいい」）。体力不足ゆえに体育での動きは緩慢。仲間内では最もかわいらしいメールを打つ。そのほか動物をさん付けで呼ぶなど可愛らしい一面も。たまにオネエ言葉になる。
高校1年生の時に綾崎と付き合い始め、河野とも親しい。トンボ以外の虫が嫌いで、虫好きの綾崎の家にはあまり行かない。彼女と喧嘩した時には泣きながら「ガリガリチキン」と罵られ傷ついている。厳格な父には綾崎との関係を話せていなかったが、卒業後に交際していることを伝えた。
柳とは当初ぎくしゃくしていたが、打ち解けて以降、彼のことになると平常心を失う。柳に対して積極的な綾崎を羨ましがってはいるが、仙石の態度も傍から見れば十分に過剰かつ過保護。自室にロフトがあり、宮村たちがよく泊まりに来る。見た目は父似で、声は母似。宮村に次いで石川の夢に登場し、「にゃんごく」と命名される。髪は赤色。人気投票3位。
綾崎 レミ（）
声 - 長谷川明子 / M・A・O
演 - マーシュ彩
“恋の蟲”。6月6日生 158センチメートル 3年5組在籍。片桐高校の生徒会役員。河野とは中学校からの付き合い（綾崎から声をかけたのが始まり）。可愛らしい顔立ちで男子に人気だが、そういった声には淡泊。向上心はあるものの要領が悪く、生徒会での作業をはじめ、勉強や調理実習も苦手。しかしパソコンの操作は出来るようである。虫が好きで、リアル昆虫シールを集めたり昆虫雑誌を購入したりしているが、トンボだけは触れない。
意外にも読書家で、仙石と親しくなったのも本がきっかけ。交際前に仙石が彼女のツインテールを褒めたことから、髪型はずっとそのまま（喧嘩した際は髪型が色々変化していた）。仙石共々、柳に対して積極的で、柳に要らぬ心労を与えることも。あだ名を付けるのが好き。髪はピンク色。人気投票14位。
河野 桜（）
声 - 野村唯 / 近藤玲奈
演 - さくら
“咲き誇る花”。1月20日生 163センチメートル 3年5組在籍。片桐高校の生徒会役員。仙石や綾崎と仲が良く、一緒にいることが多い。三人組の中では一番しっかりしており、仙石の小心ぶりを叱咤する。控えめで、何かと騒がしい面々を見守ることが多く、自分が巻き込まれると話についていけなくなることも。苦労人であるが他人思いで思慮深い。
石川に好意を抱き告白もするが、石川と吉川らとの関係を考えて感情を抑えていた。料理が上手で、桜色のクッキーを焼いて石川らに渡すことがある反面、仙石や綾崎の壊滅的な調理技術のせいで、調理実習では孤軍奮闘することになる。胸が大きく、堀に無茶な嫉妬をされては困惑する。椎名林檎が好き。髪は緑色。人気投票12位。
井浦 秀（）
声 - 下野紘 / 山下大輝
演 - 曽田陵介
“彼に聞いてみよう”。2月7日生 172センチメートル 3年2組在籍。堀らの同級生。石川と幼い頃から仲が良く、小学校や中学校も同じ。明るく天真爛漫で持ち前の活発さで盛り上げ役に徹することが多いが、「うるさい」と突き放されたり、無視同然の一方通行になることも多い。どうやらこの活発さは大人数なほど活かされるらしく、仙石と二人きりの際は大人しかった。本人曰く「自分に似た」彼女と別れてからというもの、そういった話題についていけないことを常に気にしている。家ではもの静かで、基子という3つ年下の妹がいる。
オマケ内などで、登場人物に質問などをするナビゲーターを務めていたことがある一方、本編でも基子の高校受験を見守るエピソードが語られている。髪の色から「緑」と呼ばれたり、自分で「緑」と称することもある。昔の話は好きではない。北原に好意を抱かれるという悩みを抱え、さらには基子の勘違いで「仙石さん（実は綾崎）」のことが好きだと思われている（基子の勘違いに秀は気が付いている節がある）。
シスコンで、基子に対して過保護な面も見せる。
鳴き声は「うらー」。人気投票1位。
柳 明音（）
声 - 福山潤
“高級食材”。12月28日生 168センチメートル 3年6組在籍。吉川に告白した堀らの同級生。男子の中ではとりわけ顔立ちが良く、吉川らに「高級食材」と称されている。一人で本を読んでいることなどが多く、堀らのグループと関わるまでは交友関係も少なかった。吉川の姉とも交流がある。別人格と言えるほど寝起きが悪く、朝に自分で荒らした部屋を見てポルターガイスト現象を疑うほど（本人には朝の記憶がない）。
仙石と綾崎に特殊な好意を抱かれており、奇妙な三角関係に一人で気疲れすることもしばしば。女子のツボを色々と押さえており、綾崎や堀らにはからかい交じりに親しまれている。仙石と仲良くしたいと思っているが、お互いに距離感は微妙。基本敬語で話す。視力が悪くコンタクトレンズを常用し、裸眼だと吉川以外の顔の区別がつかない。石川の夢に猫として登場し、慣れた様子の石川に「やにゃぎ」と命名された。髪はピンク色（幼少期は黒色で、徐々にピンク色の部分が拡大した。今も後ろ髪の一部は黒い。両親の髪は完全にピンク色だが、母方の祖父が明音と同様の髪らしく、隔世遺伝によるものらしい）。人気投票4位。
渡部 一郎（）
声 - 市川蒼
“君のためなら”。9月4日生 170センチメートル 3年1組在籍。堀や宮村のクラスメート。本人曰く宮村に「異常な興味」を抱いており、ストーカーのごとく携帯電話やデジカメで盗撮を繰り返している。そのコレクションは堀も驚愕するほどで、遂にはプールで宮村を撮影するためだけに防水カメラを購入した（石川曰く「お前マジギリギリだぞ」）。宮村の上履きがなくなり、盗難を疑われた際には、すぐに隣のクラスの下駄箱に紛れ込んでいたものを見つけ、「だって宮村くんの所持品だよ?」と不可解な発言をしている。宮村のことが関わらなければいたって普通の男子だが、周囲はかえって戸惑う。運動は苦手。石川や井浦と同じ中学校だった。実はモテる。髪は茶色。人気投票24位。
溝内 大樹（）
声 - 石谷春貴
演 - 奥村皐暉
“俺のブレザー…”。8月24日生 176センチメートル 3年1組在籍。堀や宮村のクラスメート。堀に好意を抱いているが、宮村が堀と親しいことを知り、宮村を嫌うようになる。当の宮村は仲良くしたい様子。登場回数は少ない。口下手で、まぶたは一重。髪は水色。人気投票28位。
沢田 ほのか（）
声 - 井本ケイ / 麻倉もも
“性別は関係ない”。12月31日生 150センチメートル 2年5組在籍。片桐高校の女子生徒で、学年は堀らの1つ下。堀に好意を抱き、堀家にもたびたび訪れているため、宮村が敵視する存在（宮村曰く「堀家にいらない子」）。小さい子が苦手で、創太とはうまく接することができない。宮村と同じマンションの隣室に住んでいるため、ベランダ伝いに宮村の部屋に入り込んでくることがある。同級生からいじめられているらしい。男性が苦手だが、死んだ兄（明則 / 声 - 水中雅章）を髣髴とさせるためか宮村は平気。宮村も何だかんだと面倒を見ており、彼を通じて柳、石川、仙石なども平気になったが、井浦は基本的に苦手。髪は黒色。人気投票10位。
早乙女 義郎（）
茶道部の男子。宮村とメル友。「早乙女」という名前から、宮村の携帯を見た堀に女子と勘違いされた。坊主頭で眼鏡をかけている。
上岡（）
仙石が高校1年生の時のクラスメート。綾崎のことが好きだった。髪は黒色。
吉川（）
野球部の男子。安田が由紀を指して「吉川」と言ったのを、中峰はこちらの吉川のことだと勘違いした。髪は黒色。
北見（）
3年1組在籍。堀や宮村のクラスメート。髪は薄い赤色。
速水（）
3年4組在籍。堀らの同級生。部活のマネージャーと付き合っているらしい。髪は薄い茶色。
須田 充（）
3年2組在籍。井浦のクラスメート。下駄箱が井浦の真下。割と女子にもてるらしい。髪は黒色。
田中（）
堀らの同級生。石川や井浦と同じ中学校だった。髪は黒色。
小野塚 康次（）
卓球部の部長。髪は赤紫色。
寺島 玲子（）
声 - 折笠愛 / 佐藤はな
“思い込み化学反応”。片桐高校の化学教師で、堀らのクラスの学級担任。真面目だが、時にネガティブな思い込みに走ることがある。女子生徒に手を出しそうな安田を敵視し、時には完全な言いがかりをつけることも。タバコを吸おうとした安田のライターをいつの間にか取り上げ、中身を空にするという荒ワザを披露したことがある。髪はこげ茶色。人気投票32位。
安田 真（）
声 - 杉田智和 / 津田健次郎
“セクハラ教師”、“生徒が恋人”。片桐高校の英語教師。女子高生と貧乳好きであり、事あるごとに仙石に綾崎と別れるよう迫ったり、堀や吉川に手を出そうとする。「綾崎の顔と堀の胸がくっついたら最強」と発言しているため、特に仙石や寺島には敵視されている。授業の進め方は上手らしく、イケメンで女子からの人気は高いが、男子にもよく絡まれる。オマケ内で高校生として登場し、当時まだ幼かった宮村と綾崎を助けるシーンもあった。当時を振り返った宮村は、安田だということを知らずに「相手が高校生だったからかもしれないけどやたらかっこよく見えた」と語っている。このときはまじめで、英語が得意だった。髪は濃い赤色。人気投票15位。
『浅尾さんと倉田くん』にも登場している。
中峰 一也（）
声 - 興津和幸
“鍵行方不明”。片桐高校の物理教師。校内の鍵を管理している。常に白衣を着ており、たくさんの鍵をそのポケットに入れているはずなのだが、鍵は行方不明になることが多い。大らかでのんびりとした人柄だが、人付き合いはあまり得意ではなく、生徒や他の教師と接することは少ない。作中では吉川との小話から、生徒に対しても丁寧な姿勢が見受けられた。安田のことをすごく友達だと思っている。尚、同じ高校だったにも関わらずお互いのことを覚えていない（接点はあった）。体育教師の笹木とは同級生だった。ネコが好きだがアパート暮らしなので飼うことが出来ない。髪は黄緑色。人気投票19位。
笹木 正宗（）
声 - 羽多野渉
片桐高校の体育教師。厳しいが、優しく熱い一面もある。物理教師の中峰とは同級生だった。髪はこげ茶色。人気投票30位。
坂井（）
片桐高校の英語教師。髪は灰色。

### その他の登場人物
進藤 晃一（）
声 - 近藤隆 / 八代拓
演 - 井上祐貴
“飴男爵”。4月2日生 173センチメートル。地域でも有名な八阪高校（通称：パチコー）の生徒。宮村や谷原とは中学時代の同級生。喫煙などが原因で留年したため（テレビアニメ版では出席日数が足りないことが理由）、現在では学年が1つ異なるが、学力は優秀。中学時代に話しかけて以来、周囲に無視されていた宮村に構うようになり、親友を自負しているが、宮村からは邪険に扱われている。
作中では登場して間もなく一条との交際を宮村に報告するが、自らの留年などにより一条の両親からは快く思われていない。堀に告白してもなお迷う宮村を叱咤し、背中を押した。非常に活発な性格で、早朝に宮村家に来ることも多い。チーズが嫌いだが、宮村や一条にチーズ克服を課題とされ、チーズケーキなどを食べさせられそうになることもある。テトリスが好き。髪はオレンジ色。人気投票9位。
一条 千佳（）
声 - 佐藤亜美菜 / 千本木彩花
“成績だけ優秀”、“残念グルメ”。9月26日生 154センチメートル。交際を申し込まれて即OKしたという進藤の彼女。八阪の生徒で進藤とは同い歳だが、学年は留年した進藤より1つ上。進藤と同様、成績はいいが少しずれているところがある。お笑い番組に突っ込んだ拍子に進藤の指を折ったことがあり、彼女にとってお笑いは古傷。味覚がずれているのか鈍いのか、平気な顔をしてチョコとごはんを交互に食べる。コーラはには抹茶を混ぜる派らしい。宮村とはよくメールするようで、進藤にしてみれば不本意な情報を教え込まれている様子。本編の終盤では、進藤に対する信頼を垣間見せている。髪は黒色。人気投票18位。
谷原 マキオ（）
声 - 石田彰 / 千葉翔也
演 - 立石ケン
“ネガティブ妄想”。4月16日生 168センチメートル。樫高の生徒。宮村や進藤とは中学時代の同級生。中学時代から宮村を無視するなどしていじめていたが、そのことに対する負い目もどこかで感じていた。後に宮村からの歩み寄りで、ぎこちないながらも交友を深めるようになる。ヨウジという1つ年上の兄がおり、家ではキーコというメスの猫を飼っている。以前の調子で宮村に絡んだ際、一緒にいた初対面の堀を怒らせて痛い目に遭っており、堀を恐れて丁寧語を使う。オマケ内では宮村や進藤といる機会も増えるが、彼らの不審な挙動は悩みどころ。マクドナルドで待ち番号が5番だと、なぜか必ず待たされる。「マッキー」や「たけのこ」などのあだ名がある。髪は青色。人気投票5位。
井浦 基子（）
声 - 金元寿子
“可能性の卵”。5月14日生 150センチメートル。秀の妹。受験生で、第一希望であった東高校に落ち、最終的に兄と同じ片桐高校に合格。成績は、彼女の勉強を見た堀も感心するほど。大人しく、友達は少ない。家で静かな兄を「暗いタイプ」だと思っている。思春期ゆえか兄との距離は微妙だが、ブラコンであるため頼るような素振りも多い。兄妹共に母親似。好意を抱く北原が来訪した際、兄に対して何かが開けてしまった彼との接し方に悩むようになってしまう。複雑な状況の中、北原に対する好意以上に危惧を覚えている様子で、北原に兄を諦めさせようと「仙石さん（実際には綾崎）」と兄をくっつけようとしている。高校に入ってから髪を伸ばし、ポニーテールにしている。セーターは兄譲り。髪は緑色。人気投票13位。
堀 創太（）
声 - 小林由美子 / 寺崎裕香
演 - 高木波瑠
“空耳児童”、“危機感皆無”。京子の弟。初対面の宮村に不思議となつき、宮村が堀家に溶け込む上での大きな要因となる。
宮村を「お兄ちゃん」と呼んで慕い、家族が課題の作文で「お兄ちゃん」について書き上げ、両親と姉を落ち込ませるほど。見知った相手には物怖じしない一方、宮村と姉が親しくなっていく中で、自分の立ち位置に不安を覚えたこともある。
有菜とは幼稚園からの付き合いで、高校生になったオマケ内でお互いの気持ちを確かめ合う。制服のネクタイとジャージは宮村のおさがり。宮村に影響されてか性格が似てきており、有菜や吉川に宮村を髣髴とさせた。髪は灰色。人気投票17位。
奥山 有菜（）
声 - 阿澄佳奈 / 古賀葵
“精神年齢上昇中”、“オクヤマルガリータ”。創太の幼馴染。創太を通じた高校生との付き合いが起因するのか、非常に大人びた性格。堀の性格に影響され、堀を「お姉ちゃん」と呼ぶ。創太に好意を抱いており、高校生になったオマケ内でお互いの気持ちを確かめ合った。制服のリボンとジャージは堀のおさがり。京平を見て、幼い頃の創太の面影と重ねたことがある。堀の作ったストラップ（マルガリータ）を気に入っている。宮村より谷原になついていた。髪は薄い赤色。人気投票16位。
堀 京介（）
声 - 平田広明 / 小野大輔
演 - 木村了
“まだ居たの?”。京子と創太の父。一時期別居していたが、戻ってきて以来よく家にいる。家族からは「いつまでいるの」と煙たがられることが多い。髪は創太と同じ灰色で、目が隠れるくらいに長く伸ばしている。ヘビースモーカーで、初登場時も紫煙とともに現れた。性格は適当で、ユーモアがある。京子と宮村が結婚する前から宮村を「息子」と呼ぶことがあったため、石川らには宮村の実父だと誤解されている。何の仕事をしているかは宮村らもよく知らない。仙石の父とは昔から交流があり、仙石父子には苦手意識を与えている。百合子とは高校の先輩後輩で、京介の卒業を待って結婚した。人気投票11位。
堀 百合子（）
声 - 伊藤美紀 / 茅野愛衣
演 - 河井青葉
“棘のある人”。京子と創太の母。旧姓は小柳。京介と同じ高校の先輩にあたる。元生徒会役員で、武とは顔馴染み。棘のある発言をすることがあり、涼しい顔をして夫の扱いはぞんざい。髪は京子と同じ茶色。人気投票27位。
仙石 武（）
声 - 浪川大輔
“チキンの父”、“威厳とは…”。翔の父。元生徒会長で、百合子とは同級生。京介は後輩に当たる。高校時代から京介らと交流があり（武は嫌々ながら）、家族ぐるみでの付き合いが続いている。堀家に対してはトラウマのようなものがあり、息子の翔には小さい頃から気をつけろと言い聞かせていた。独特のイントネーションを持つ様子。髪は赤色。人気投票31位。
仙石 こずえ（）
声 - 川澄綾子
“今は主婦”。翔の母。旧姓は緒方。昔は「盗んだバイクで走り出す程度」の不良だったらしく、彼女の過去を知っているのは作中でも武のみ。息子には知られまいとしているものの、オマケでは発覚しそうな危機が何度か訪れている。翔の髪を切るのが好きだが、髪を切りすぎたり、耳を切ったりするために嫌がられている。髪は濃い赤色。人気投票20位。
宮村 直澄（）
“ツッコミリーダー”、“約束の指輪”。伊澄の父。小学生時代に参加した児童合宿で班のリーダーを務め、自由奔放なメンバー（実は本編の親世代）に苦労した。伊織とは別々の高校だったが、少なからず交流はあった様子。伊澄が器用なのは父譲り。自らが営むケーキ屋に妻の名前を付けている。髪はこげ茶色の天然パーマ。人気投票22位。
宮村 伊織（）
声 - 大原さやか
“幸せの四葉”。伊澄の母。旧姓は高野。ケーキ屋「伊織」を営んでいる。伊澄を「いっくん」と呼び、幼い息子の奇行には手を焼いていた。宮村家に頻繁に出入りする進藤を「礼儀正しい友達」と見ており、心証は良い模様。昔は不器用ながらビーズ手芸が趣味だったが、今では息子の方が上手。髪は黒色。人気投票29位。
吉川 美紀（）
声 - 種﨑敦美
“就職活動中”、“絶賛就活中”。由紀の姉で美大生。柳とも交流があり、ひょんな場所で出会っては姉弟のように接する。髪はクリーム色（金色）。人気投票26位。
北原 葵（）
声 - 天﨑滉平
“憧れの日本刀”。基子の同級生。基子の家を訪れた時に模造刀を構える秀を見て、何かに目覚めてしまった。以来、何かと理由をつけては秀に会おうとしており、基子に危機感を与えている。髪はピンク色。人気投票23位。
谷原 ヨウジ（）
声 - 広瀬裕也
“お節介短気”。マキオの兄。自称「フリーター」、マキオ曰く「ニート」。宮村が谷原家を訪ねた際、ついてきた堀のことを「宮村さん」と勘違いし、弟との仲を応援している。兄弟とも牛乳が好き。髪は青色。人気投票25位。
矢代 加世（）
声 - 柚木涼香
“石川家の番人”。176センチメートル。石川家の家政婦。石川が家に吉川を連れてきた時に過度のお節介を焼くなど、石川にとっては頭の上がらない相手。身長は今も少しずつ伸びている。髪はこげ茶色。人気投票21位。
柳 俊文（）
明音の父。髪はピンク色。
柳 明美（）
明音の母。旧姓は関屋。髪はピンク色。
沢田 明則（）
ほのかの兄。ほのかが高校1年生の年に事故で亡くなっている。片桐高校とは違う学校に通っていた。朝が早い人だったらしく、宮村も挨拶された場面を覚えていた。髪は黒色。
泉 圭吾（）
声 - 藤原夏海
創太の小学校からの友達。高校生になったオマケ内では彼女がいる。髪は赤色。
瀬野（）
創太の小学校からの友達。髪はクリーム色（金色）。
飯島 光（）
演 - 西野遼
谷原の友達。髪はピンク色。最近彼女ができたらしい。
宮村 京平（）
本編最終回から登場する伊澄と京子の息子。年齢は7歳。家にいる時の父と母の言動（お互いに苗字の「堀さん」「宮村」で呼び合うことなど）を疑問に思っている。年齢や創太の高校入学などの背景から考えると、伊澄と京子が20歳から22歳の時に生まれたことになる。しずるとは仲よし。外見は母似で髪は茶色く、街中で出会った石川には「堀」と呼ばれた。学力は父似。
仙石 しずる（）
本編最終回から登場する翔とレミの娘。小学校では京平と同じクラス。翔と同様に気が弱いのか、クラスの男子からはちょっかいを出されている。京平とは仲良し。宮村家と堀家が混在する京平の家族構成がいまひとつ分からないでいる。髪は父譲りの赤色。学力は母似。
秋津 恵（）
基子のクラスメート。北原のことが好きなようで、基子をライバル視するが、既に複雑な状況に陥っていた基子からはかえって北原との仲を力の限りに応援され、友達になる。髪はオレンジ色。
山下（）
直澄の高校時代のクラスメート。髪はピンク色。
丸川（）
石川や井浦の中学校の音楽教師。独身。石川や井浦が高校2年生の年に退職したらしい。髪は赤紫色。
和田（）
石川や井浦の中学校の数学教師。息子がいる。髪は黒色。

## 宮増君と道玄坂さん
HEROの知人が「堀さんと宮村くん」を間違って「宮増君と道玄坂さん」と覚えていたことから始まったパロディ作品。物語の舞台は昭和98年。『堀さんと宮村くん』とは違い、本編が白黒で描かれている。現在は更新停止中。

### 登場人物
和泉 常彦（）
宮村伊澄のパロディキャラ。是彦の双子の弟。宮増堂でアルバイトをしており、そのときに咄嗟についた嘘から、涼子に「宮増」と呼ばれる。兄とは互いに、相手が自分を嫌っていると思い込んでいる。
和泉 是彦（）
初期の宮村（初期村）のパロディキャラ。常彦の双子の兄。機械をいじるのが好きで、湯浦とも仲がいい。夏でも長袖を着用している。弟に間違えられるのが嫌で髪を伸ばしていたが、暑さに耐えきれず23話で髪を切った。
涼子（）
堀京子のパロディキャラ。本に走り書きした文字から、常彦たちに「道玄坂」と呼ばれる。歓楽街の側に実家の喫茶店があるが、歓楽街関係者と誤解されるのが嫌で隠している。料理が下手で、おっとりとした性格。
宮増堂店長（）
堀京介のパロディキャラ。古本屋「宮増堂」を営む。名前は不明。
咲（）
河野桜のパロディキャラ。涼子の友達で、少し気の強い性格。
西川（）
石川透のパロディキャラ。佐竹やハルとよく一緒にいる。
佐竹（）
柳明音のパロディキャラ。眼帯をしている。彩に興味を持ち、何かと話しかける。後に真守との会話において、本作における「双子」の重要性を匂わせる。
ハル
吉川由紀のパロディキャラ。素行が悪い。
彩（）
綾崎レミのパロディキャラ。両親が離婚したことで遠い親戚である真守の家に引き取られた。カボチャが好物で虫は嫌い。当初は無表情で他者からの干渉を嫌っていたが、次第に表情豊かになっていく。
真守（）
仙石翔のパロディキャラ。彩と同い歳だが、彩より生まれ月が早いので「兄」になった。なぜか学校には行かず、よく庭の花の世話をしている。
湯浦（）
井浦秀のパロディキャラ。廃品回収をしており、物を直すのが得意。是彦とはよく顔を合わせ、真守とも面識がある様子。手品が上手い。常彦にはあまり好かれていない。
大内（）
進藤晃一のパロディキャラ。湯浦の助手をしており、同じ敷地に住んでいる。極度な他人嫌い。
鳴（）
中峰一也のパロディキャラ。笹とともに「双子」を探している。
笹（）
安田真のパロディキャラ。鳴とともに「双子」を探している。
並木（）
吉川美紀のパロディキャラ。常彦のクラスの学級担任。

## 書誌情報

### 漫画
- HERO 『堀さんと宮村くん』 スクウェア・エニックス〈ガンガンコミックス〉、全10巻
  1. 2008年10月22日発売[15]、ISBN 978-4-7575-2419-4
  2. 2009年2月21日発売[16]、ISBN 978-4-7575-2495-8
  3. 2009年7月22日発売[17]、ISBN 978-4-7575-2609-9
  4. 2009年11月21日発売[18]、ISBN 978-4-7575-2724-9
  5. 2010年2月22日発売[19]、ISBN 978-4-7575-2797-3
  6. 2010年5月22日発売[20]、ISBN 978-4-7575-2875-8
  7. 2010年10月22日発売[21]、ISBN 978-4-7575-3025-6
  8. 2011年1月22日発売[22]、ISBN 978-4-7575-3121-5
  9. 2011年5月21日発売[23]、ISBN 978-4-7575-3198-7
  10. 2011年12月22日発売[24]、ISBN 978-4-7575-3440-7
- HERO 『堀さんと宮村くん おまけ』 スクウェア・エニックス〈ガンガンコミックスONLINE〉、全15巻
  1. 2012年7月21日発売[25]、ISBN 978-4-7575-3670-8
  2. 2012年11月27日発売[26]、ISBN 978-4-7575-3783-5
  3. 2013年4月27日発売[27]、ISBN 978-4-7575-3952-5
  4. 2013年10月26日発売[28]、ISBN 978-4-7575-4108-5
  5. 2014年4月26日発売[29]、ISBN 978-4-7575-4202-0
  6. 2014年10月27日発売[30]、ISBN 978-4-7575-4452-9
  7. 2015年5月27日発売[31]、ISBN 978-4-7575-4659-2
  8. 2015年11月27日発売[32]、ISBN 978-4-7575-4815-2
  9. 2016年5月27日発売[33]、ISBN 978-4-7575-4946-3
  10. 2017年8月26日発売[34]、ISBN 978-4-7575-5169-5
  11. 2018年5月26日発売[35]、ISBN 978-4-7575-5738-3
  12. 2019年2月27日発売[36]、ISBN 978-4-7575-6037-6
  13. 2019年12月27日発売[37]、ISBN 978-4-7575-6453-4
  14. 2020年9月18日発売[38]、ISBN 978-4-7575-6863-1
  15. 2021年7月16日発売[39]、ISBN 978-4-7575-7374-1
- HERO（原作） / 萩原ダイスケ（作画） 『ホリミヤ』 スクウェア・エニックス〈Gファンタジーコミックス〉、全17巻
  1. 2012年3月27日発売[40]、ISBN 978-4-7575-3543-5
  2. 2012年11月27日発売[41]、ISBN 978-4-7575-3806-1
  3. 2013年4月27日発売[42]、ISBN 978-4-7575-3951-8
  4. 2013年10月26日発売[43]、ISBN 978-4-7575-4107-8
  5. 2014年4月26日発売[44]、ISBN 978-4-7575-4297-6
  6. 2014年10月27日発売[45]、ISBN 978-4-7575-4325-6
    - ラバーストラップ付き初回限定特装版（同日発売[46]）、ISBN 978-4-7575-4326-3

  7. 2015年5月27日発売[47]、ISBN 978-4-7575-4658-5
  8. 2015年11月27日発売[48]、ISBN 978-4-7575-4814-5
  9. 2016年5月27日発売[49]、ISBN 978-4-7575-4998-2
  10. 2016年11月26日発売[50]、ISBN 978-4-7575-5167-1
  11. 2017年8月26日発売[51]、ISBN 978-4-7575-5460-3
  12. 2018年5月26日発売[52]、ISBN 978-4-7575-5731-4
  13. 2019年2月27日発売[53]、ISBN 978-4-7575-6032-1
  14. 2019年12月27日発売[54]、ISBN 978-4-7575-6452-7
  15. 2020年9月18日発売[55]、ISBN 978-4-7575-6848-8
  16. 2021年7月16日発売[56]、ISBN 978-4-7575-7282-9
    - 「メモリアルブック+25」付き特装版（同日発売[57]）、ISBN 978-4-7575-7283-6

  17. 2023年7月18日発売[58][59]、ISBN 978-4-7575-8634-5
    - 特装版 メモリアルブック bonus track（同日発売[60][59]）、ISBN 978-4-7575-8635-2

### 関連書籍
- 『ホリミヤ画集 卒アル』2021年7月16日発売[61]、ISBN 978-4-7575-7282-9

## OVA
2012年4月16日に制作が発表され、同年10月5日の第1巻発売を皮切りに不定期に制作・発売されている。第1巻の監督の夏目真悟は本作が初監督作品となる。なお、製作会社である「ウズ」は作者のHEROが2020年現在所属しているグラフィックデザイン会社であり、本作は事実上の（大手出版社や映像関連企業の企画ではない）インディーズによる自主制作となる。
販売は「ウズ」のネット通販サイト「ウズラヤ」と全国のアニメイトのみでの取り扱いとなり、一般発売はされない。

### スタッフ
|                                  | 第1巻                    | 第2巻                    | 第3巻                               | 第4巻                         | 第5巻                         | 第6巻                         |
| -------------------------------- | ------------------------ | ------------------------ | ----------------------------------- | ----------------------------- | ----------------------------- | ----------------------------- |
| 原作                             | HERO                     | HERO                     | HERO                                | HERO                          | HERO                          | HERO                          |
| 監督                             | 夏目真悟                 | 川畑えるきん             | 平川哲生                            | 相浦和也                      | 相浦和也                      | 相浦和也                      |
| シリーズ構成・脚本               | 綾奈ゆにこ               | 綾奈ゆにこ               | 綾奈ゆにこ                          | 綾奈ゆにこ                    | 綾奈ゆにこ                    | 綾奈ゆにこ                    |
| 絵コンテ                         |                          |                          |                                     | 西森章                        | 今千秋                        | 相浦和也                      |
| 演出                             |                          |                          |                                     | 佐々木純人（協力）            | 相浦和也 鳥羽聡（協力）       | 相浦和也                      |
| キャラクターデザイン             | 沓名健一                 | 沓名健一                 | 沓名健一                            | 沓名健一                      | 沓名健一                      | 沓名健一                      |
| キャラクターデザイン             |                          |                          | 加藤ふみ                            |                               |                               |                               |
| 総作画監督                       |                          |                          | 沓名健一                            |                               | 齊藤桂子                      | 齊藤桂子                      |
| 作画監督                         | 沓名健一                 | 沓名健一                 | 加藤ふみ、山下清悟 なまためやすひろ | 齊藤桂子、ふくだのりゆき      | 鎌田均                        | 齊藤桂子、桜井木の実          |
| 美術監督                         | 竹田悠介、岡本春美       | 竹田悠介、岡本春美       | 竹田悠介、岡本春美                  | 谷地清隆                      |                               |                               |
| 色彩設計 （第3 - 6巻は色彩設定） | 木村聡子                 | 木村聡子                 | 木村聡子                            | 木村聡子                      | 木村聡子                      | 木村聡子                      |
| 撮影監督                         | 松木大祐                 | 松木大祐                 | 松木大祐                            | 松木大祐                      | 松木大祐                      | 松木大祐                      |
| 編集                             | 廣瀬清志                 | 廣瀬清志                 | 廣瀬清志                            | 廣瀬清志                      | 廣瀬清志                      | 廣瀬清志                      |
| 音響監督                         | 森下広人                 | 森下広人                 | 森下広人                            | 森下広人                      | 森下広人                      | 森下広人                      |
| 音楽                             | 依田伸隆                 | 依田伸隆                 | 依田伸隆                            | 斎藤悠弥、上田凛子 はるきねる | 斎藤悠弥、上田凛子 はるきねる | 斎藤悠弥、上田凛子 はるきねる |
| 音楽プロデューサー               | 依田伸隆                 | 依田伸隆                 | 依田伸隆                            | 斎藤悠弥                      | 斎藤悠弥                      | 斎藤悠弥                      |
| 音楽制作                         | 10GAUGE                  | 10GAUGE                  | 10GAUGE                             | Sound Drive                   | Sound Drive                   | Sound Drive                   |
| プロデューサー                   | 永井理                   | 永井理                   | 山田太ろう                          | 守屋昌治 （アニメーション）   | 守屋昌治 （アニメーション）   | 守屋昌治 （アニメーション）   |
| アニメーション制作               | フッズエンタテインメント | フッズエンタテインメント | marone                              | GONZO                         | GONZO                         | スタジオKAI                   |
| 製作                             | OOZ Inc.                 | OOZ Inc.                 | OOZ Inc.                            | OOZ Inc.                      | OOZ Inc.                      | OOZ Inc.                      |

### 主題歌
作詞は安達太一、作曲・編曲は依田伸隆（第3巻まで）・斎藤悠弥（第4巻）による。
「シロツメクサ」
第1話エンディングテーマ。歌は堀京子（瀬戸麻沙美）。
「雨音」
第2話エンディングテーマ。歌は宮村伊澄（松岡禎丞）。
「知らない世界」
第3話エンディングテーマ。歌は堀京子（瀬戸麻沙美）。
「向日葵」
第4話エンディングテーマ。歌は宮村伊澄（松岡禎丞）。
「軌跡」
第5話エンディングテーマ。歌は堀京子（瀬戸麻沙美）。
「優しい歌」
第6話エンディングテーマ。歌は堀京子（瀬戸麻沙美）。

### DVD
| 巻    | 発売日         | サブタイトル | 規格品番      | 規格品番   | 規格品番   |
| 巻    | 発売日         | サブタイトル | 生産数限定BOX | 特別版     | 通常版     |
| ----- | -------------- | ------------ | ------------- | ---------- | ---------- |
| 第1巻 | 2012年10月5日  | -新学期-     | OOAD-80531    | OOAD-80521 | OOAD-80511 |
| 第2巻 | 2014年3月25日  | -突然の雨-   | OOAD-80532    | OOAD-80522 | OOAD-80512 |
| 第3巻 | 2015年3月25日  | -好きだ-     | OOAD-80533    | OOAD-80523 | OOAD-80513 |
| 第4巻 | 2018年12月14日 | -夏風邪-     |               | OOAD-80524 | OOAD-80514 |
| 第5巻 | 2021年5月25日  | -真夏日-     |               |            |            |
| 第6巻 | 2021年5月25日  | -優しい人-   |               |            |            |

## テレビアニメ
『ホリミヤ』を原作としたテレビアニメ（以下、第1期）が、2021年1月から4月までTOKYO MXほかにて放送された。
本編アニメ内で描かれなかったエピソードを主体とする新作アニメ『ホリミヤ -piece-』（以下、第2期）が、2023年7月から9月まで放送された。

### スタッフ（テレビアニメ）
|                               | 第1期                                    | 第2期                                    |
| ----------------------------- | ---------------------------------------- | ---------------------------------------- |
| 原作                          | HERO、萩原ダイスケ                       | HERO、萩原ダイスケ                       |
| 監督                          | 石浜真史                                 | 石浜真史                                 |
| シリーズ構成                  | 吉岡たかを                               | 吉岡たかを                               |
| キャラクターデザイン          | 飯塚晴子                                 | 飯塚晴子                                 |
| 色彩設計                      | 横田明日香                               | 横田明日香                               |
| 美術設定                      | 草薙、伊良波理沙                         | 草薙、伊良波理沙                         |
| 美術監督                      | 守安靖尚、薄井久代                       | 守安靖尚、薄井久代                       |
| 撮影監督                      | 佐久間悠也                               | 佐久間悠也                               |
| CG ディレクター               | 宮地克明                                 | 遠矢稔                                   |
| 編集                          | 木村祥明                                 | 木村祥明                                 |
| 音響監督                      | 明田川仁                                 | 明田川仁                                 |
| 音楽                          | 横山克                                   | 横山克                                   |
| 音楽ディレクター              | 岩﨑充穂                                 |                                          |
| プロデューサー                | 小田桐成美、前田俊博、藤村智子、川名悠太 | 小田桐成美、前田俊博、藤村智子、川名悠太 |
| プロデューサー                | 前坂栄司、金庭こず恵                     | 内林大道、三浦史                         |
| アニメーション プロデューサー | 伊藤泰斗                                 | 伊藤泰斗                                 |
| 制作統括                      | 清水暁、岩田幹宏                         | 清水暁、岩田幹宏                         |
| アニメーション制作            | CloverWorks                              | CloverWorks                              |
| 製作                          | 「ホリミヤ」製作委員会                   | 「ホリミヤ -piece-」製作委員会           |

### 主題歌（テレビアニメ）
「色香水」
神山羊が作詞・作曲・編曲・歌唱する第1期オープニングテーマ。
「約束」
フレンズが編曲・歌唱する第1期エンディングテーマ。作詞はおかもとえみ、作曲はひろせひろせ。
「幸せ」
Omoinotakeによる第2期オープニングテーマ。作詞は福島智朗、作曲は藤井怜央、編曲はOmoinotake、石井浩平。
「URL」
坂口有望が作詞・作曲・歌唱する第2期エンディングテーマ。編曲はNaoki Itai。
「ドクロニンジャコノハ」
河野桜（近藤玲奈）、柳明音（福山潤）による第2期第7話エンディングテーマ。作詞はHERO、作曲は松下英樹、編曲は大久保友裕。

### 評価
クランチロール・アニメアワード2024において、『ホリミヤ -piece-』が最優秀ロマンス作品賞を受賞した。

### 各話リスト
| 話数                      | サブタイトル                    | 脚本       | 絵コンテ          | 演出                     | 作画監督                                                                                  | 総作画監督 | 総作画監督               | 初放送日       |       |       |       |       |       |       |       |       |       |       |       |       |       |       |       |       |
| 第1期                     | 第1期                           | 第1期      | 第1期             | 第1期                    | 第1期                                                                                     | 第1期      | 第1期                    | 第1期          | 第1期 | 第1期 | 第1期 | 第1期 | 第1期 | 第1期 | 第1期 | 第1期 | 第1期 | 第1期 | 第1期 | 第1期 | 第1期 | 第1期 | 第1期 | 第1期 |
| ------------------------- | ------------------------------- | ---------- | ----------------- | ------------------------ | ----------------------------------------------------------------------------------------- | ---------- | ------------------------ | -------------- | ----- | ----- | ----- | ----- | ----- | ----- | ----- | ----- | ----- | ----- | ----- | ----- | ----- | ----- | ----- | ----- |
| page.1                    | ほんの、ささいなきっかけで。    | 吉岡たかを | 石浜真史          | 石浜真史                 | 清水裕輔 野々下いおり 長谷川亨雄 小泉初栄                                                 | 飯塚晴子   | 清水祐実                 | 2021年 1月10日 |       |       |       |       |       |       |       |       |       |       |       |       |       |       |       |       |
| page.2                    | 顔は、ひとつだけじゃない。      | 永井千晶   | 奥田佳子          | 奥田佳子                 | 河合拓也                                                                                  | 飯塚晴子   | 髙田晃                   | 1月17日        |       |       |       |       |       |       |       |       |       |       |       |       |       |       |       |       |
| page.3                    | だから、大丈夫。                | 永井千晶   | 大橋一輝          | 児玉亮                   | 伊藤香織 大塚八愛 篁馨 田村里美 三浦龍                                                    | 飯塚晴子   | 清水祐実                 | 1月24日        |       |       |       |       |       |       |       |       |       |       |       |       |       |       |       |       |
| page.4                    | 誰も、誰かが好きなんだ。        | 吉岡たかを | 柴田彰久          | 柴田彰久                 | 金明嬉 小笠原憂 後藤依子 星光                                                             | 飯塚晴子   | 髙田晃                   | 1月31日        |       |       |       |       |       |       |       |       |       |       |       |       |       |       |       |       |
| page.5                    | それは、言えないこと。          | 平林佐和子 | 今井友紀子        | 今井友紀子               | 清水裕輔 野々下いおり 金珍瑛                                                              | 飯塚晴子   | 清水祐実                 | 2月7日         |       |       |       |       |       |       |       |       |       |       |       |       |       |       |       |       |
| page.6                    | 今年の夏は、あついから。        | 吉岡たかを | 佐々木忍          | 佐々木忍                 | 田村里美 伊藤香織 篁馨                                                                    | 飯塚晴子   | 髙田晃                   | 2月14日        |       |       |       |       |       |       |       |       |       |       |       |       |       |       |       |       |
| page.7                    | 君がいて、僕がいて。            | 永井千晶   | 奥田佳子          | 奥田佳子                 | 河合拓也 清水裕輔                                                                         | 飯塚晴子   | 清水祐実                 | 2月21日        |       |       |       |       |       |       |       |       |       |       |       |       |       |       |       |       |
| page.8                    | 偽ることで、見えるもの。        | 平林佐和子 | 児玉亮            | 児玉亮                   | 三浦龍                                                                                    | 飯塚晴子   | -                        | 2月28日        |       |       |       |       |       |       |       |       |       |       |       |       |       |       |       |       |
| page.9                    | 難しいけど、無理じゃない。      | 吉岡たかを | 今井友紀子        | 松林唯人                 | 山村俊了 阿見圭之介                                                                       | 飯塚晴子   | 緒方浩美                 | 3月7日         |       |       |       |       |       |       |       |       |       |       |       |       |       |       |       |       |
| page.10                   | いつか、雪が溶けるまで。        | 平林佐和子 | 山本陽介          | 山本陽介                 | 八重樫洋平 佐藤綾子                                                                       | 飯塚晴子   | 清水祐実                 | 3月14日        |       |       |       |       |       |       |       |       |       |       |       |       |       |       |       |       |
| page.11                   | 嫌い嫌いも、ウラがある。        | 永井千晶   | 江島泰男          | 江島泰男                 | 河合拓也 清水裕輔 加藤明日美 伊藤香織                                                     | 飯塚晴子   | 髙田晃                   | 3月21日        |       |       |       |       |       |       |       |       |       |       |       |       |       |       |       |       |
| page.12                   | これまでも、そして これからも。 | 永井千晶   | 奥田佳子 板井寛樹 | 児玉亮 片岡史旭 石浜真史 | 金明嬉 阿久澤友恵 小笠原憂 後藤依子 山村俊了 阿見圭之介                                   | 飯塚晴子   | 緒方浩美                 | 3月28日        |       |       |       |       |       |       |       |       |       |       |       |       |       |       |       |       |
| page.13                   | せめて、この大空を。            | 吉岡たかを | 石浜真史          | 石浜真史                 | 清水陽一 清水裕輔 三浦龍 河合拓也 長谷川亨雄 後藤依子 伊藤香織 加藤明日美 小笠原憂 児玉亮 | 飯塚晴子   | 清水祐実 緒方浩美 髙田晃 | 4月4日         |       |       |       |       |       |       |       |       |       |       |       |       |       |       |       |       |
| 第2期『ホリミヤ -piece-』 |                                 |            |                   |                          |                                                                                           |            |                          |                |       |       |       |       |       |       |       |       |       |       |       |       |       |       |       |       |
| page.1                    | 修学旅行                        | 吉岡たかを | 石浜真史          | 石浜真史                 | 緒方浩美 田村里美 阿久澤友恵                                                              | 飯塚晴子   | 緒方浩美                 | 2023年 7月1日  |       |       |       |       |       |       |       |       |       |       |       |       |       |       |       |       |
| page.2                    | 調理実習                        | 永井千晶   | 柴田彰久          | 柴田彰久                 | 三浦龍 安留雅弥                                                                           | 飯塚晴子   | 佐野隆雄                 | 7月8日         |       |       |       |       |       |       |       |       |       |       |       |       |       |       |       |       |
| page.3                    | 体育祭                          | 平林佐和子 | 岡田堅二朗        | 岡田堅二朗               | 瀧原美樹 伊藤美奈 髙橋道子 清水裕輔                                                       | 飯塚晴子   | 清水裕輔                 | 7月15日        |       |       |       |       |       |       |       |       |       |       |       |       |       |       |       |       |
| page.4                    | 堀こたつ                        | 吉岡たかを | 中村章子          | 児玉亮                   | 清水陽一 後藤依子 篁馨                                                                    | 飯塚晴子   | 髙田晃                   | 7月22日        |       |       |       |       |       |       |       |       |       |       |       |       |       |       |       |       |
| page.5                    | 井浦                            | 永井千晶   | 江島泰男          | 江島泰男                 | 加藤明日美 李恩知 李䪸皙 金明嬉 李信英                                                    | 飯塚晴子   | 佐野隆雄                 | 7月29日        |       |       |       |       |       |       |       |       |       |       |       |       |       |       |       |       |
| page.6                    | お泊り会                        | 平林佐和子 | 黒木美幸          | 小野勝吾 碇由衣          | 牛尾優衣 伊藤香織 阿久澤友恵                                                              | 飯塚晴子   | 髙田晃                   | 8月5日         |       |       |       |       |       |       |       |       |       |       |       |       |       |       |       |       |
| page.7                    | 友達                            | 吉岡たかを | 石浜真史          | 石浜真史                 | 安留雅弥 藤澤俊幸 清水陽一 三浦龍 小笠原憂 後藤依子                                       | 飯塚晴子   | 緒方浩美                 | 8月12日        |       |       |       |       |       |       |       |       |       |       |       |       |       |       |       |       |
| page.8                    | 柳くん                          | 永井千晶   | 伊福覚志          | 伊福覚志                 | 栗原優 藤澤俊幸 三浦龍 小笠原憂                                                           | 飯塚晴子   | 佐野隆雄                 | 8月19日        |       |       |       |       |       |       |       |       |       |       |       |       |       |       |       |       |
| page.9                    | 先生                            | 平林佐和子 | 大嶋博之          | 髙橋順                   | 李恩知 金水民 金明嬉                                                                      | 飯塚晴子   | 緒方浩美                 | 8月26日        |       |       |       |       |       |       |       |       |       |       |       |       |       |       |       |       |
| page.10                   | やきもち                        | 吉岡たかを | 柴田彰久 大嶋博之 | 柴田彰久                 | 髙橋道子 伊藤美奈 清水裕輔 瀧原美樹 纐纈真澄 佐藤史暁                                     | 飯塚晴子   | 清水裕輔                 | 9月2日         |       |       |       |       |       |       |       |       |       |       |       |       |       |       |       |       |
| page.11                   | チョコレート                    | 永井千晶   | 岩岡夢子          | 向山鶴美                 | 牛尾優衣 安留雅弥 清水陽一 阿久澤友恵 伊藤美奈                                            | 飯塚晴子   | 髙田晃                   | 9月9日         |       |       |       |       |       |       |       |       |       |       |       |       |       |       |       |       |
| page.12                   | 堀家                            | 平林佐和子 | 高橋英利          | 江島泰男                 | モリタユーシ 藤澤俊幸 小笠原憂 安留雅弥 金明嬉 李恩知 金水民                              | 飯塚晴子   | 緒方浩美 佐野隆雄        | 9月16日        |       |       |       |       |       |       |       |       |       |       |       |       |       |       |       |       |
| page.13                   | 卒業                            | 吉岡たかを | 石浜真史          | 石浜真史                 | 三浦龍 伊藤香織 佐藤史暁 大野勉                                                           | 飯塚晴子   | 清水裕輔 髙田晃          | 9月23日        |       |       |       |       |       |       |       |       |       |       |       |       |       |       |       |       |

### 放送局
| 放送期間                | 放送時間                     | 放送局       | 対象地域   | 備考                               |
| ----------------------- | ---------------------------- | ------------ | ---------- | ---------------------------------- |
| 2021年1月10日 - 4月4日  | 日曜 0:30 - 1:00（土曜深夜） | TOKYO MX     | 東京都     |                                    |
|                         |                              | とちぎテレビ | 栃木県     |                                    |
|                         |                              | 群馬テレビ   | 群馬県     |                                    |
|                         |                              | BS11         | 日本全域   | BS放送 / 『ANIME+』枠              |
|                         | 日曜 2:08 - 2:38（土曜深夜） | 毎日放送     | 近畿広域圏 | 製作参加 / 『アニメシャワー』第1部 |
| 2021年1月12日 - 4月6日  | 火曜 21:30 - 22:00           | AT-X         | 日本全域   | CS放送 / リピート放送あり          |
| 2021年2月21日 - 5月23日 | 日曜 1:28 - 1:58（土曜深夜） | 長崎放送     | 長崎県     | [ 注 4 ]                           |
| 2021年3月9日 - 6月8日   | 火曜 0:58 - 1:28（月曜深夜） | IBC岩手放送  | 岩手県     |                                    |
| 2021年3月31日 - 6月22日 | 水曜 1:00 - 1:30（火曜深夜） | 東北放送     | 宮城県     | 『寝られなアニメ』枠               |

| 配信開始日    | 配信時間                   | 配信サイト |
| ------------- | -------------------------- | --- |
| 2021年1月10日 | 日曜 0:30（土曜深夜） 更新 | ABEMA |
| 2021年1月15日 | 金曜 1:00（木曜深夜） 更新 | Amazonプライム・ビデオ dアニメストア FOD Hulu MBS動画イズム Netflix U-NEXT アニメ放題 GYAO! TVer DMM.com Google Play GYAO!ストア music.jp Rakuten TV ビデオマーケット バンダイチャンネル ひかりTV ニコニコチャンネル |
|               | 金曜 10:00 更新            | VIDEX |
|               | 金曜 12:00 更新            | HAPPY!動画 |
|               | 金曜 19:00 更新            | TSUTAYA TV |
|               | 金曜 22:00 - 22:30         | ニコニコ生放送 |
| 2021年1月16日 | 土曜 0:00（金曜深夜） 更新 | J:COMオンデマンド みるプラス TELASA |
| 2021年1月21日 | 木曜 12:00 更新            | ゲオTV |

| 放送期間               | 放送時間                     | 放送局       | 対象地域   | 備考                                 |
| ---------------------- | ---------------------------- | ------------ | ---------- | ------------------------------------ |
| 2023年7月1日 - 9月23日 | 土曜 23:30 - 日曜 0:00       | TOKYO MX     | 東京都     |                                      |
|                        |                              | とちぎテレビ | 栃木県     |                                      |
|                        |                              | 群馬テレビ   | 群馬県     |                                      |
|                        |                              | BS11         | 日本全域   | BS放送 / 『ANIME+』枠                |
| 2023年7月2日 - 9月24日 | 日曜 2:08 - 2:38（土曜深夜） | 毎日放送     | 近畿広域圏 | 製作参加 / 『アニメシャワー』第1部   |
| 2023年7月6日 - 9月28日 | 木曜 21:30 - 22:00           | AT-X         | 日本全域   | CS放送 / 字幕放送 / リピート放送あり |

| 配信開始日   | 配信時間                   | 配信サイト                                                                                        |
| ------------ | -------------------------- | ------------------------------------------------------------------------------------------------- |
| 2023年7月1日 | 土曜 23:30 更新            | ABEMA U-NEXT アニメ放題                                                                           |
| 2023年7月5日 | 水曜 12:00 更新            | dアニメストア DMM TV バンダイチャンネル Hulu FOD Amazonプライム・ビデオ Lemino MBS動画イズム TVer |
| 2023年7月6日 | 木曜 0:00（水曜深夜） 更新 | マンガUP! TELASA J:COMオンデマンド auスマートパスプレミアム milplus                               |

### BD / DVD
| 巻 | 発売日        | 収録話          | 規格品番      | 規格品番      |
| 巻 | 発売日        | 収録話          | BD限定版      | DVD限定版     |
| -- | ------------- | --------------- | ------------- | ------------- |
| 1  | 2021年2月24日 | 第1話           | ANZX-13181/2  | ANZB-13181/2  |
| 2  | 2021年3月24日 | 第2話 - 第3話   | ANZX-13183/4  | ANZB-13183/4  |
| 3  | 2021年4月28日 | 第4話 - 第5話   | ANZX-13185/6  | ANZB-13185/6  |
| 4  | 2021年5月26日 | 第6話 - 第7話   | ANZX-13187/8  | ANZB-13187/8  |
| 5  | 2021年6月23日 | 第8話 - 第9話   | ANZX-13189/90 | ANZB-13189/90 |
| 6  | 2021年7月28日 | 第10話 - 第11話 | ANZX-13191/2  | ANZB-13191/2  |
| 7  | 2021年8月25日 | 第12話 - 第13話 | ANZX-13193/4  | ANZB-13193/4  |

| 巻 | 発売日         | 収録話          | 規格品番      | 規格品番      |
| 巻 | 発売日         | 収録話          | BD限定版      | DVD限定版     |
| -- | -------------- | --------------- | ------------- | ------------- |
| 1  | 2023年8月30日  | 第1話           | ANZX-16131/2  | ANZB-16131/2  |
| 2  | 2023年9月27日  | 第2話 - 第3話   | ANZX-16133/4  | ANZB-16133/4  |
| 3  | 2023年10月25日 | 第4話 - 第5話   | ANZX-16135/6  | ANZB-16135/6  |
| 4  | 2023年11月22日 | 第6話 - 第7話   | ANZX-16137/8  | ANZB-16137/8  |
| 5  | 2023年12月27日 | 第8話 - 第9話   | ANZX-16139/40 | ANZB-16139/40 |
| 6  | 2024年1月31日  | 第10話 - 第11話 | ANZX-16141/2  | ANZB-16141/2  |
| 7  | 2024年2月28日  | 第12話 - 第13話 | ANZX-16143/4  | ANZB-16143/4  |

## テレビドラマ
『ホリミヤ』を原作としたテレビドラマが、2021年2月17日（2月16日深夜）から3月31日（3月30日深夜）まで、毎日放送の深夜ドラマ枠「ドラマイズム」で放送された。主演は鈴鹿央士と久保田紗友。
放送に先駆けて、2021年2月5日には第1話から第3話に撮りおろし追加シーンを加えた劇場版が1週間限定でイベント上映される。

### スタッフ（テレビドラマ）
- 原作 - HERO、萩原ダイスケ『ホリミヤ』（スクウェア・エニックス『月刊Gファンタジー』連載中）
- 監督 - 松本花奈、吉野主
- 脚本 - 酒井善史、石田剛太、大歳倫弘
- 音楽・選曲 - 森優太
- テーマ曲 - とけた電球「どうすんの?」（OP）・「灯」（ED）
- ロケ協力 - 熊谷市観光協会
- エグゼクティブプロデューサー - 石井紹良（マイシアターD.D）、外川明宏（アニメイト）、中野伸二（MBS）、高麗大助（グローバル・ソリューションズ）、近藤尚己（トップス）、橋本真司（スクウェア・エニックス）、成瀬敏康（ホリプロ）
- チーフプロデューサー - 中村優子、丸山博雄（MBS）、阿部隆二
- プロデューサー - 中島叶、尹楊会（MBS）、平部隆明、藤村智子
- 制作プロダクション - ホリプロ
- 製作 - 毎日放送、実写「ホリミヤ」製作委員会

### 放送日程
| 各話   | 放送日  | 脚本     | 監督     |
| ------ | ------- | -------- | -------- |
| 第1話  | 2月17日 | 酒井善史 | 松本花奈 |
| 第2話  | 2月24日 | 酒井善史 | 松本花奈 |
| 第3話  | 3月03日 | 酒井善史 | 松本花奈 |
| 第4話  | 3月10日 | 大歳倫弘 | 松本花奈 |
| 第5話  | 3月17日 | 大歳倫弘 | 吉野主   |
| 第6話  | 3月24日 | 石田剛太 | 吉野主   |
| 最終話 | 3月31日 | 酒井善史 | 松本花奈 |

### 放送局（テレビドラマ）
| 放送期間                | 放送時間                     | 放送局             | 対象地域   | 備考                  |
| ----------------------- | ---------------------------- | ------------------ | ---------- | --------------------- |
| 2021年2月17日 - 3月31日 | 水曜 0:59 - 1:29（火曜深夜） | 毎日放送           | 近畿広域圏 | 製作局                |
|                         | 水曜 1:28 - 1:58（火曜深夜） | TBSテレビ          | 関東広域圏 |                       |
| 2021年3月9日 - 4月20日  | 火曜 1:00 - 1:30（月曜深夜） | 北陸放送           | 石川県     |                       |
| 2021年4月6日 - 5月18日  | 火曜 1:29 - 1:59（月曜深夜） | CBCテレビ          | 中京広域圏 | 初回は火曜1:50 - 2:20 |
| 2021年4月21日 - 6月2日  | 水曜 0:55 - 1:25（火曜深夜） | テレビユー山形     | 山形県     |                       |
| 2021年8月22日 - 10月3日 | 日曜 1:58 - 2:28（土曜深夜） | チューリップテレビ | 富山県     |                       |
| 2022年4月26日 - 6月7日  | 火曜 0:55 - 1:25（月曜深夜） | 青森テレビ         | 青森県     |                       |

| 毎日放送・TBS ドラマイズム | 毎日放送・TBS ドラマイズム | 毎日放送・TBS ドラマイズム |
| 前番組                     | 番組名                     | 次番組                     |
| -------------------------- | -------------------------- | -------------------------- |
| 年の差婚                   | ホリミヤ                   | ガールガンレディ           |